# Taraclia (condado)
Taraclia é um condado (ou distrito) da Moldávia com população preponderantemente Búlgara. Sua capital é a cidade de Taraclia.
O distrito faz frenteira com a região autônoma da Gagaúzia, com o distrito de Cahul e a região de Odessa na Ucrânia.

## Demografia

### Estrutura étnica
| Grupo étnico | População | % Pocentagem* |
| ------------ | --------- | ------------- |
| Búlgaros     | 28,293    | 65.56%        |
| Moldavos     | 6,009     | 13.92%        |
| Gagaúzes     | 3,587     | 8.31%         |
| Ucranianos   | 2,646     | 6.13%         |
| Russos       | 2,139     | 4.96%         |
| Ciganos      | 218       | 0.50%         |
| Outros       | 251       | 0.61%         |